# Campeonato Mundial de Voleibol Femenino Sub-20 de 2005
El XIII Campeonato Mundial de Voleibol Femenino Sub-20 se celebró en Turquía del 23 al 31 de julio de 2005. Fue organizado por la Federación Internacional de Voleibol. El campeonato se jugó en la subsede de Ankara y Estambul, Turquía.

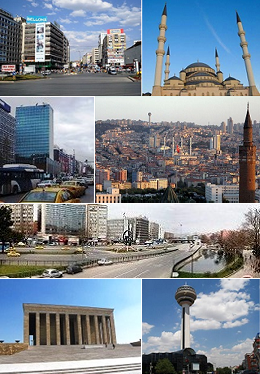
Ankara Sede del XIII Campeonato Mundial de Voleibol Femenino Sub-20

## Proceso de Clasificación
| Confederación | Método de Clasificación                                     | Fecha                         | Lugar              | Vacantes | Equipo                                              |
| ------------- | ----------------------------------------------------------- | ----------------------------- | ------------------ | -------- | --------------------------------------------------- |
| FIVB          | Sede                                                        | 22 de marzo de 2005           | Lausana, Suiza     | 1        | Turquía                                             |
| AVC           | Campeonato Asiático de Voleibol Femenino Sub-20 de 2004     | 19-26 de septiembre de 2004   | Colombo, Sri Lanka | 2        | China Japón                                         |
| CAVB          | Campeonato Africano de Voleibol Femenino Sub-20 de 2004     | 13-15 de septiembre de 2004   | Abuya, Nigeria     | 1        | Egipto                                              |
| CEV           | Campeonato Europeo de Voleibol Femenino Sub-20 de 2004      | 03 - 11 de septiembre de 2004 | Prešov, Eslovaquia | 4        | Italia · Serbia y Montenegro · Rusia · Croacia      |
| CSV           | Campeonato Sudamericano de Voleibol Femenino Sub-20 de 2004 | 25-29 de octubre de 2004      | La Paz, Bolivia    | 1        | Brasil                                              |
| NORCECA       | Campeonato NORCECA de Voleibol Femenino Sub-20 de 2004      | 03-8 de agosto de 2004        | Winnipeg, Canadá   | 3        | Estados Unidos · República Dominicana · Puerto Rico |

## Equipos participantes
| Grupo A             | Grupo B              |
| ------------------- | -------------------- |
| Brasil              | Rusia                |
| Estados Unidos      | Egipto               |
| Croacia             | República Dominicana |
| Turquía             | Italia               |
| Serbia y Montenegro | China                |
| Japón               | Puerto Rico          |

## Primera fase

### Grupo A

#### Clasificación
| Pos | Equipo              | PJ | PG | PP | SF | SC | PTS |
| --- | ------------------- | -- | -- | -- | -- | -- | --- |
| 1   | Brasil              | 5  | 5  | 0  | 15 | 4  | 10  |
| 2   | Serbia y Montenegro | 5  | 4  | 1  | 13 | 8  | 9   |
| 3   | Japón               | 5  | 2  | 3  | 11 | 11 | 7   |
| 4   | Turquía             | 5  | 2  | 3  | 9  | 10 | 7   |
| 5   | Croacia             | 5  | 1  | 4  | 6  | 14 | 6   |
| 6   | Estados Unidos      | 5  | 1  | 4  | 7  | 14 | 6   |

#### Resultados
| Fecha    | Encuentro                            | Resultado | Set   | Set   | Set   | Set   | Set   | Puntuación total | Reporte |
| Fecha    | Encuentro                            | Resultado | 1     | 2     | 3     | 4     | 5     | Puntuación total | Reporte |
| -------- | ------------------------------------ | --------- | ----- | ----- | ----- | ----- | ----- | ---------------- | ------- |
| 23-07-05 | Brasil - Japón                       | 3-1       | 23-25 | 25-16 | 25-18 | 25-13 |       | 98-72            | P2      |
| 23-07-05 | Estados Unidos - Serbia y Montenegro | 1-3       | 18-25 | 26-24 | 23-25 | 25-19 |       | 86-99            | P2      |
| 23-07-05 | Croacia - Turquía                    | 0-3       | 21-25 | 16-25 | 21-25 |       |       | 58-75            | P2      |
| 24-07-05 | Brasil - Estados Unidos              | 3-0       | 25-19 | 25-20 | 25-14 |       |       | 75-53            | P2      |
| 24-07-05 | Serbia y Montenegro - Croacia        | 3-1       | 25-21 | 25-18 | 18-25 | 25-22 |       | 93-86            | P2      |
| 24-07-05 | Turquía - Japón                      | 1-3       | 20-25 | 25-21 | 20-25 | 24-26 |       | 89-97            | P2      |
| 25-07-05 | Japón - Estados Unidos               | 2-3       | 25-15 | 20-25 | 25-27 | 25-19 | 13-15 | 108-101          | P2      |
| 25-07-05 | Croacia - Brasil                     | 1-3       | 22-25 | 18-25 | 25-19 | 21-25 |       | 86-94            | P2      |
| 25-07-05 | Turquía - Serbia y Montenegro        | 1-3       | 18-25 | 20-25 | 25-22 | 15-25 |       | 78-97            | P2      |
| 27-07-05 | Japón - Serbia y Montenegro          | 2-3       | 23-25 | 25-21 | 21-25 | 25-21 | 13-15 | 107-107          | P2      |
| 27-07-05 | Estados Unidos - Croacia             | 2-3       | 15-25 | 25-23 | 13-25 | 25-19 | 13-15 | 97-107           | P2      |
| 27-07-05 | Turquía - Brasil                     | 1-3       | 25-17 | 18-25 | 19-25 | 20-25 |       | 82-92            | P2      |
| 28-07-05 | Croacia - Japón                      | 1-3       | 23-25 | 25-23 | 14-25 | 20-25 |       | 82-98            | P2      |
| 28-07-05 | Serbia y Montenegro - Brasil         | 1-3       | 14-25 | 23-25 | 25-16 | 12-25 |       | 74-91            | P2      |
| 28-07-05 | Estados Unidos - Turquía             | 1-3       | 14-25 | 25-19 | 22-25 | 22-25 |       | 83-94            | P2      |

### Grupo B

#### Clasificación
| Pos | Equipo               | PJ | PG | PP | SF | SC | PTS |
| --- | -------------------- | -- | -- | -- | -- | -- | --- |
| 1   | China                | 5  | 5  | 0  | 15 | 4  | 10  |
| 2   | Italia               | 5  | 4  | 1  | 14 | 4  | 9   |
| 3   | Rusia                | 5  | 3  | 2  | 10 | 6  | 8   |
| 4   | Puerto Rico          | 5  | 2  | 3  | 6  | 10 | 7   |
| 5   | República Dominicana | 5  | 1  | 4  | 6  | 12 | 6   |
| 6   | Egipto               | 5  | 0  | 5  | 0  | 15 | 5   |

#### Resultados
| Fecha    | Encuentro                          | Resultado | Set   | Set   | Set   | Set   | Set   | Puntuación total | Reporte |
| Fecha    | Encuentro                          | Resultado | 1     | 2     | 3     | 4     | 5     | Puntuación total | Reporte |
| -------- | ---------------------------------- | --------- | ----- | ----- | ----- | ----- | ----- | ---------------- | ------- |
| 23-07-05 | Rusia - Puerto Rico                | 3-0       | 25-23 | 25-23 | 25-18 |       |       | 75-64            | P2      |
| 23-07-05 | Egipto - China                     | 0-3       | 10-25 | 12-25 | 15-25 |       |       | 37-75            | P2      |
| 23-07-05 | República Dominicana - Italia      | 0-3       | 22-25 | 21-25 | 21-25 |       |       | 64-75            | P2      |
| 24-07-05 | Italia - Puerto Rico               | 3-0       | 25-18 | 25-21 | 25-10 |       |       | 75-49            | P2      |
| 24-07-05 | China - República Dominicana       | 3-2       | 25-14 | 25-12 | 15-25 | 23-25 | 16-14 | 104-90           | P2      |
| 24-07-05 | Egipto - Rusia                     | 0-3       | 20-25 | 10-25 | 15-25 |       |       | 45-75            | P2      |
| 25-07-05 | Egipto - Puerto Rico               | 0-3       | 21-25 | 12-25 | 13-25 |       |       | 46-75            | P2      |
| 25-07-05 | República Dominicana - Rusia       | 0-3       | 22-25 | 20-25 | 18-25 |       |       | 60-75            | P2      |
| 25-07-05 | Italia - China                     | 2-3       | 19-25 | 25-22 | 25-14 | 18-25 | 11-15 | 98-101           | P2      |
| 27-07-05 | Puerto Rico - China                | 0-3       | 22-25 | 18-25 | 12-25 |       |       | 52-75            | P2      |
| 27-07-05 | Rusia - Italia                     | 1-3       | 30-32 | 20-25 | 27-25 | 16-25 |       | 93-107           | P2      |
| 27-07-05 | Egipto - República Dominicana      | 0-3       | 9-25  | 17-25 | 17-25 |       |       | 43-75            | P2      |
| 28-07-05 | República Dominicana - Puerto Rico | 1-3       | 18-25 | 25-22 | 23-25 | 25-27 |       | 91-99            | P2      |
| 28-07-05 | Egipto - Italia                    | 0-3       | 12-25 | 11-25 | 5-25  |       |       | 28-75            | P2      |
| 28-07-05 | Rusia - China                      | 0-3       | 17-25 | 23-25 | 21-25 |       |       | 61-75            | P2      |

## Fase final

### Final 5° y 7º puesto
|  | Semifinales | Semifinales |   |             | 5º puesto | 5º puesto |  |
|  |             |             |   |             |           |           |  |
|  |             |             |   |             |           |           |  |
|  |             |             |   |             |           |           |  |
|  | Japón       | 3           |   |             |           |           |  |
|  | Puerto Rico | 1           |   |             |           |           |  |
|  |             |             |   |             |           |           |  |
|  |             |             |   |             |           |           |  |
|  |             |             |   |             | Japón     | 3         |  |
|  |             | Turquía     | 1 |             |           |           |  |
|  |             |             |   |             |           |           |  |
|  |             |             |   |             |           |           |  |
|  |             |             |   |             | 7º puesto |           |  |
|  |             |             |   |             |           |           |  |
|  | Rusia       | 1           |   | Puerto Rico | 1         |           |  |
|  | Turquía     | 3           |   |             | Rusia     | 3         |  |

### Clasificación 5°-8°
| Fecha    | Encuentro           | Resultado | Set   | Set   | Set   | Set   | Set | Puntuación total | Reporte |
| Fecha    | Encuentro           | Resultado | 1     | 2     | 3     | 4     | 5   | Puntuación total | Reporte |
| -------- | ------------------- | --------- | ----- | ----- | ----- | ----- | --- | ---------------- | ------- |
| 30-07-05 | Japón - Puerto Rico | 3-1       | 23-25 | 25-20 | 25-23 | 25-19 |     | 98-87            | P2      |
| 30-07-05 | Rusia - Turquía     | 1-3       | 25-19 | 25-27 | 16-25 | 27-29 |     | 89-104           | P2      |

### Clasificación 7°
| Fecha    | Encuentro           | Resultado | Set   | Set   | Set   | Set   | Set | Puntuación total | Reporte |
| Fecha    | Encuentro           | Resultado | 1     | 2     | 3     | 4     | 5   | Puntuación total | Reporte |
| -------- | ------------------- | --------- | ----- | ----- | ----- | ----- | --- | ---------------- | ------- |
| 31-07-05 | Rusia - Puerto Rico | 3-1       | 25-16 | 25-21 | 22-25 | 25-19 |     | 97-81            | P2      |

### Clasificación 5°
| Fecha    | Encuentro       | Resultado | Set   | Set   | Set   | Set   | Set | Puntuación total | Reporte |
| Fecha    | Encuentro       | Resultado | 1     | 2     | 3     | 4     | 5   | Puntuación total | Reporte |
| -------- | --------------- | --------- | ----- | ----- | ----- | ----- | --- | ---------------- | ------- |
| 31-07-05 | Turquía - Japón | 1-3       | 15-25 | 25-19 | 17-25 | 21-25 |     | 78-94            | P2      |

### Final 1° y 3º puesto
|  | Semifinales         | Semifinales         |   |        | 1º puesto | 1º puesto |  |
|  |                     |                     |   |        |           |           |  |
|  |                     |                     |   |        |           |           |  |
|  |                     |                     |   |        |           |           |  |
|  | Brasil              | 3                   |   |        |           |           |  |
|  | Italia              | 2                   |   |        |           |           |  |
|  |                     |                     |   |        |           |           |  |
|  |                     |                     |   |        |           |           |  |
|  |                     |                     |   |        | Brasil    | 3         |  |
|  |                     | Serbia y Montenegro | 1 |        |           |           |  |
|  |                     |                     |   |        |           |           |  |
|  |                     |                     |   |        |           |           |  |
|  |                     |                     |   |        | 3º puesto |           |  |
|  |                     |                     |   |        |           |           |  |
|  | China               | 1                   |   | Italia | 2         |           |  |
|  | Serbia y Montenegro | 3                   |   |        | China     | 3         |  |

### Clasificación 1°-4°
| Fecha    | Encuentro                   | Resultado | Set   | Set   | Set   | Set   | Set   | Puntuación total | Reporte |
| Fecha    | Encuentro                   | Resultado | 1     | 2     | 3     | 4     | 5     | Puntuación total | Reporte |
| -------- | --------------------------- | --------- | ----- | ----- | ----- | ----- | ----- | ---------------- | ------- |
| 30-07-05 | Brasil - Italia             | 3-2       | 28-26 | 31-33 | 21-25 | 25-19 | 15-13 | 120-116          | P2      |
| 30-07-05 | China - Serbia y Montenegro | 1-3       | 23-25 | 25-17 | 09-25 | 20-25 |       | 77-92            | P2      |

### Clasificación 3°
| Fecha    | Encuentro      | Resultado | Set   | Set   | Set   | Set   | Set   | Puntuación total | Reporte |
| Fecha    | Encuentro      | Resultado | 1     | 2     | 3     | 4     | 5     | Puntuación total | Reporte |
| -------- | -------------- | --------- | ----- | ----- | ----- | ----- | ----- | ---------------- | ------- |
| 31-07-05 | Italia - China | 2-3       | 19-25 | 25-16 | 19-25 | 25-19 | 12-15 | 100-100          | P2      |

### Clasificación 1°
| Fecha    | Encuentro                    | Resultado | Set   | Set   | Set   | Set   | Set | Puntuación total | Reporte |
| Fecha    | Encuentro                    | Resultado | 1     | 2     | 3     | 4     | 5   | Puntuación total | Reporte |
| -------- | ---------------------------- | --------- | ----- | ----- | ----- | ----- | --- | ---------------- | ------- |
| 31-07-05 | Brasil - Serbia y Montenegro | 3-1       | 22-25 | 25-12 | 25-16 | 25-14 |     | 97-67            | P2      |

## Podio
| Brasil    |
| 5º Título |
| Brasil    |

## Clasificación general
| Pos | Equipo               |
| --- | -------------------- |
| 1   | Brasil               |
| 2   | Serbia y Montenegro  |
| 3   | China                |
| 4   | Italia               |
| 5   | Japón                |
| 6   | Turquía              |
| 7   | Rusia                |
| 8   | Puerto Rico          |
| 9   | República Dominicana |
| 10  | Croacia              |
| 11  | Estados Unidos       |
| 12  | Egipto               |

## Distinciones individuales
| - Most Valuable Player - Jovana Vesovic (SCG) - Mejor Anotadora - Saori Kimura (JAP) - Mejor Atacante - Yin Meng (CHN) - Mejor Bloqueador - Adenizia Silva (BRA) | - Mejor Sacadora - Barbara Flores (PUR) - Mejor Defensa - Monica de Gennaro (ITA) - Mejor Armadora - Wei Qiuyue (CHN) - Mejor Recepción - Silvija Radovic (SCG) |

| Predecesor: Tailandia 2003 | Campeonato Mundial de Voleibol Femenino Sub-20 Turquía 2005 | Sucesor: Tailandia 2007 |

- Datos: Q2954075